# Bernard Tixier
Bernard Tixier est un comédien français, né le 31 juillet 1938 dans le 11e arrondissement de Paris, et mort le 12 juillet 2011 dans le 16e arrondissement de Paris.

## Biographie
Bernard Tixier a suivi les cours au Conservatoire national supérieur d'art dramatique, promotion 1966.
Il est connu notamment pour ses doublages.

## Filmographie

### Cinéma
- 1968 : Béru et ces dames, film de Guy Lefranc (d'après le roman de Frédéric Dard)
- 1970 : Et qu'ça saute !, film de Guy Lefranc (d'après le roman de Charles Exbrayat)
- 1972 : La Michetonneuse, film de Francis Leroi : le micheton
- 1973 : Les Tentations de Marianne, film de Francis Leroi : Paul
- 1974 : La Bonzesse, film de François Jouffa : le marquis
- 1981 : Une sale affaire, film de Alain Bonnot : Fournier
- 1982 : Boulevard des assassins (du livre de Max Gallo), film de Boramy Tioulong : Ripois
- 1983 : Banzaï, film de Claude Zidi : le second actionnaire
- 1983 : La Crime, film de Philippe Labro : un tueur
- 1984 : Femmes de personne, film de Christopher Frank
- 1985 : Le Soulier de satin (pièce de Paul Claudel), film de Manoel de Oliveira : Ministres
- 1986 : Black Mic Mac, film de Thomas Gilou

### Télévision
- 1968 : Les Compagnons de Baal, feuilleton télévisé de Pierre Prévert : compagnon Astaroth
- 1978 : L'inspecteur mène l'enquête (épisode Rien ne va plus), émission jeu policière animée par Bernard Golay
- 1981 : Le Charlatan (pièce de Robert Lamoureux), téléfilm de Philippe Ducrest
- 1983 : Secret diplomatique (épisode Le Diplomate sépharique), série télévisée de Denys de La Patellière
- 1983 : Le Général a disparu, téléfilm de Yves-André Hubert : un ministre
- 1983 : Les Nouvelles Brigades du Tigre de Victor Vicas, épisode Les fantômes de Noël de Victor Vicas : Xavier
- 1987 : Bonjour maître, feuilleton télévisé de Denys de La Patellière
- 1987 : Passe-Temps, téléfilm de José-Maria Berzosa
- 1988 : Le Clan, feuilleton télévisé de Claude Barma : Apremont
- 1989 : Commissaire Moulin (épisode Corvée de bois), série télévisée de Paul Planchon : le patron de la DST
- 1991 : Duplex, téléfilm de Michel Lang : Enrique
- 1990-1994 : Renseignements généraux, série télévisée
  - 1990 : épisode Jeux dangereux, de Philippe Lefebvre : Raymond
  - 1994 : épisode Opération cyanure, d'Alain-Michel Blanc : Pierre Gavarny
- 1994 : Maigret (épisode Maigret se trompe), série télévisée de Joyce Bunuel : Dupeu
- 1998 : Dossier: disparus (épisode Serge et Patrick), série télévisée de Frédéric Demont et Philippe Lefebvre : Monsieur Tisault
- 1998 : Marceeel!!!, téléfilm d'Agnès Delarive

## Théâtre
- 1964 : Les Femmes savantes de Molière, mise en scène Jean Meyer, Comédie-Française
- 1964 : Barberine de Alfred de Musset, mise en scène Jean-Paul Roussillon, Comédie-Française
- 1965 : Le Songe d'une nuit d'été de Shakespeare, mise en scène Jacques Fabbri, Comédie-Française
- 1965 : Le Malade imaginaire de Molière, mise en scène Robert Manuel, Comédie-Française
- 1966 : L'Avare de Molière, mise en scène Jacques Mauclair, Comédie-française
- 1974 : Monsieur Barnett de Jean Anouilh, mise en scène Nicole Anouilh, Café-théâtre des Halles Le Fanal
- 1975 : L'éventail de Carlo Goldoni, mise en scène Daniel Ceccaldi, Hôtel d'Aumont (Festival du Marais)
- 1996 : Cinéma parlant de Julien Vartet, mise en scène Daniel Colas, Théâtre des Mathurins
- 1996 : Archibald de Julien Vartet, mise en scène Daniel Colas, Théâtre Edouard VII
- 1998 : Archibald de Julien Vartet, mise en scène de l'auteur, Théâtre des Mathurins
- 2007 : Champagne, pour tout le monde de Serge Serout, mise en scène Daniel Colas, Théâtre des Mathurins
- 2009 : Les Autres : Michu - Les Vacances - Rixe de Jean-Claude Grumberg, mise en scène Daniel Colas, Théâtre des Mathurins
- 2010 ; Une heure trois-quarts avant les huissiers ! de Serge Serout, mise en scène Daniel Colas, Théâtre des Mathurins
- 2010 : Henri IV, le bien-aimé de Daniel Colas, mise en scène de l'auteur, Théâtre des Mathurins

## Doublage

### Cinéma

#### Films
- F. Murray Abraham : 
  - Délit d'innocence (1989) : Virgil Cane
  - Le Bûcher des vanités (1990) : procureur Abe Weiss
- Saul Rubinek : 
  - Wall Street (1988) : Billy
  - Rush Hour 2 (2001) : Croupier du Red Dragon
- Pat Cooper :
  - Mafia Blues (1999) : Salvatore Masiello
  - Mafia Blues 2 (2002) : Salvatore Masiello
- 1971[2] : Charlie et la Chocolaterie : l'agent du FBI (Ed Peck)
- 1977[2] : Rencontres du Troisième Type : voix additionnelles
- 1978 : En route vers le sud : un membre du gang de Moon (Tracey Walter)
- 1981 : Le Prince de New York : Joe Marinaro (Richard Foronjy)
- 1981 : Das Boot : voix additionnelles
- 1982 : Brisby et le Secret de NIMH : voix additionnelles
- 1983 : La Quatrième Dimension : L'ambulancier (Dan Aykroyd)
- 1984 : La Mort en prime : Bud (Harry Dean Stanton)
- 1985 : Les Aventuriers de la 4e dimension : Bob Roberts (Dennis Hopper)
- 1985 : La Chair et le sang : Karsthans (Brion James)
- 1985 : Le Pacte Holcroft : le lieutenant Miles (Shane Rimmer)
- 1986 : Lady Jane : Sir John Bridges (Joss Ackland)
- 1986 : Les Aventures de Jack Burton dans les griffes du Mandarin : Rain (Peter Kwong)
- 1986 : Soul Man : Dr Aaronson (Max Wright)
- 1988 : L'Insoutenable Légèreté de l'être : le chirurgien chef (Donald Moffat)
- 1988 : Bird : le juge (Matthew Faison)
- 1989 : Permis de tuer : Ed Killifer (Everett McGill)
- 1989 : Un monde pour nous : IRS Agent Stewart (Richard Portnow)
- 1990 : À la poursuite d'Octobre rouge : lieutenant-colonel Thompson (Anthony Peck)
- 1990 : Dick Tracy : Numbers (James Tolkan)
- 1990 : Cabal : voix additionnelles
- 1990 : Le Flic de Miami : Le sergent Frank Lackley (Paul Gleason)
- 1992 : Split Second : Paulsen (Pete Postlethwaite)
- 1992 : Alien 3[3] : Morse (Danny Webb)
- 1992 : Universal Soldier : Dr Gregor (Jerry Orbach)
- 1992 : Once Upon a Crime... : Inspecteur Bonnard (Giancarlo Giannini)
- 1992 : Jeux de guerre : Marty Cantor (J. E. Freeman)
- 1993 : Sables mortels (John P. Ryan)
- 1993 : L'Affaire Pélican (Stanley Anderson)
- 1995 : Heat : inspecteur Kasals (Wes Studi)
- 1995 : Braveheart : voix additionnelles
- 1996 : Broken Arrow : Baird, secrétaire de la défense (Kurtwood Smith)
- 1996 : Le Fantôme du Bengale : Ray Zephro (Joseph Ragno)
- 1997 : L.A. Confidential : voix additionnelles
- 1997 : Copland : Frank LaGunda (Arthur J. Nascarella)
- 1998 : Docteur Patch : Dr. Dean Anderson (Harve Presnell)
- 1999 : Les Adversaires : Dante Solomon (Jack Carter)
- 2000 : Manipulations : Kermit Newman (Sam Elliott)
- 2000 : The Patriot : voix additionnelles
- 2001 : Pluto Nash : Rowland (Peter Boyle)

#### Films d'animation
- 1949 : Dingo fait de la gymnastique : Narrateur
- 1952 : Dingo professeur : Narrateur
- 1990 : La Petite Sirène : le loup de mer
- 1998 : Le Prince d'Égypte : Séthi Ier
- 2003 : Sinbad : La Légende des sept mers : voix additionnelles

### Télévision

#### Séries télévisées
- 2000 : La Loi du puma : Charly Engel (Rolf Becker)

#### Séries d’animation
- 1993 : Batman, la série animée : Rupert Thorne (épisode 51)
- 2008 : Star Wars : The Clone Wars : le prêtre de Rodamen